# ستاره کرتشانی
ستاره کرتشانی (به لاتین: Staré Křečany) یک منطقهٔ مسکونی در جمهوری چک است که در ناحیه دیتشین واقع شده‌است. ستاره کرتشانی ۳۴٫۷۴ کیلومتر مربع مساحت و ۱٬۲۹۷ نفر جمعیت دارد و ۳۹۹ متر بالاتر از سطح دریا واقع شده‌است.

## نگارخانه

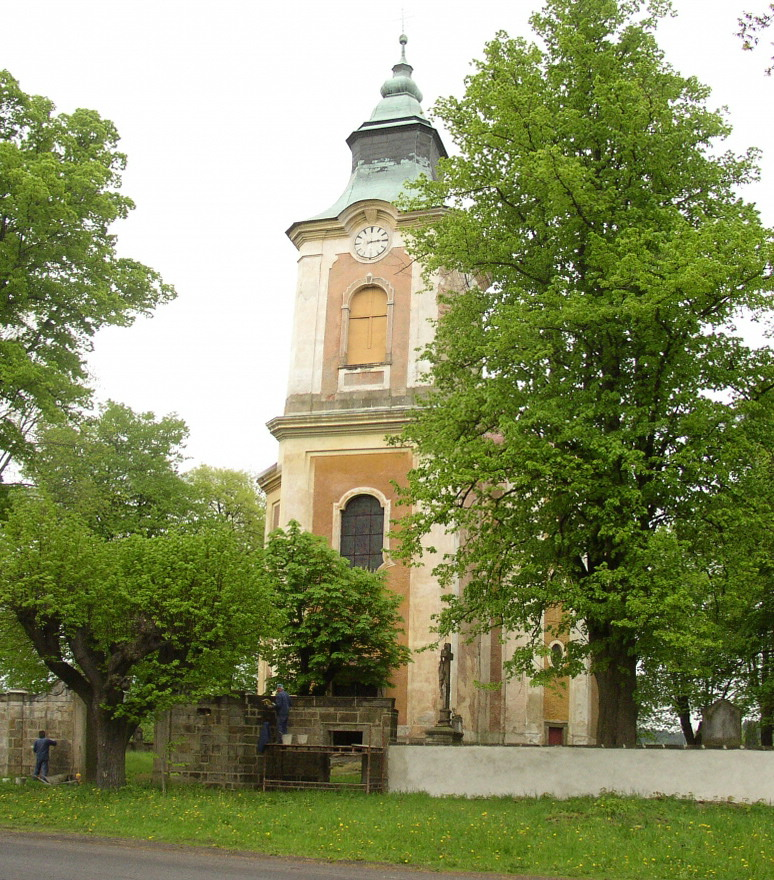
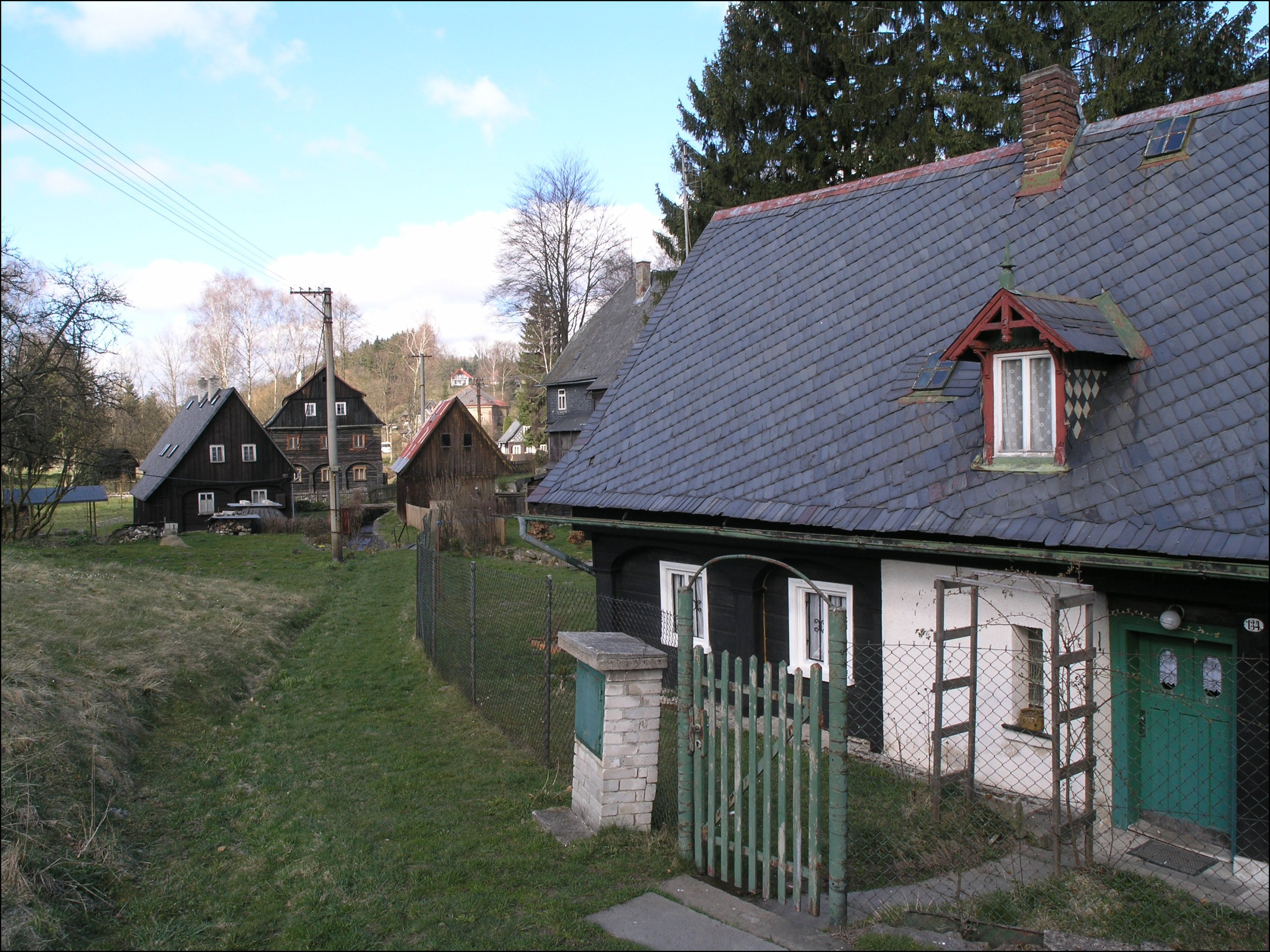
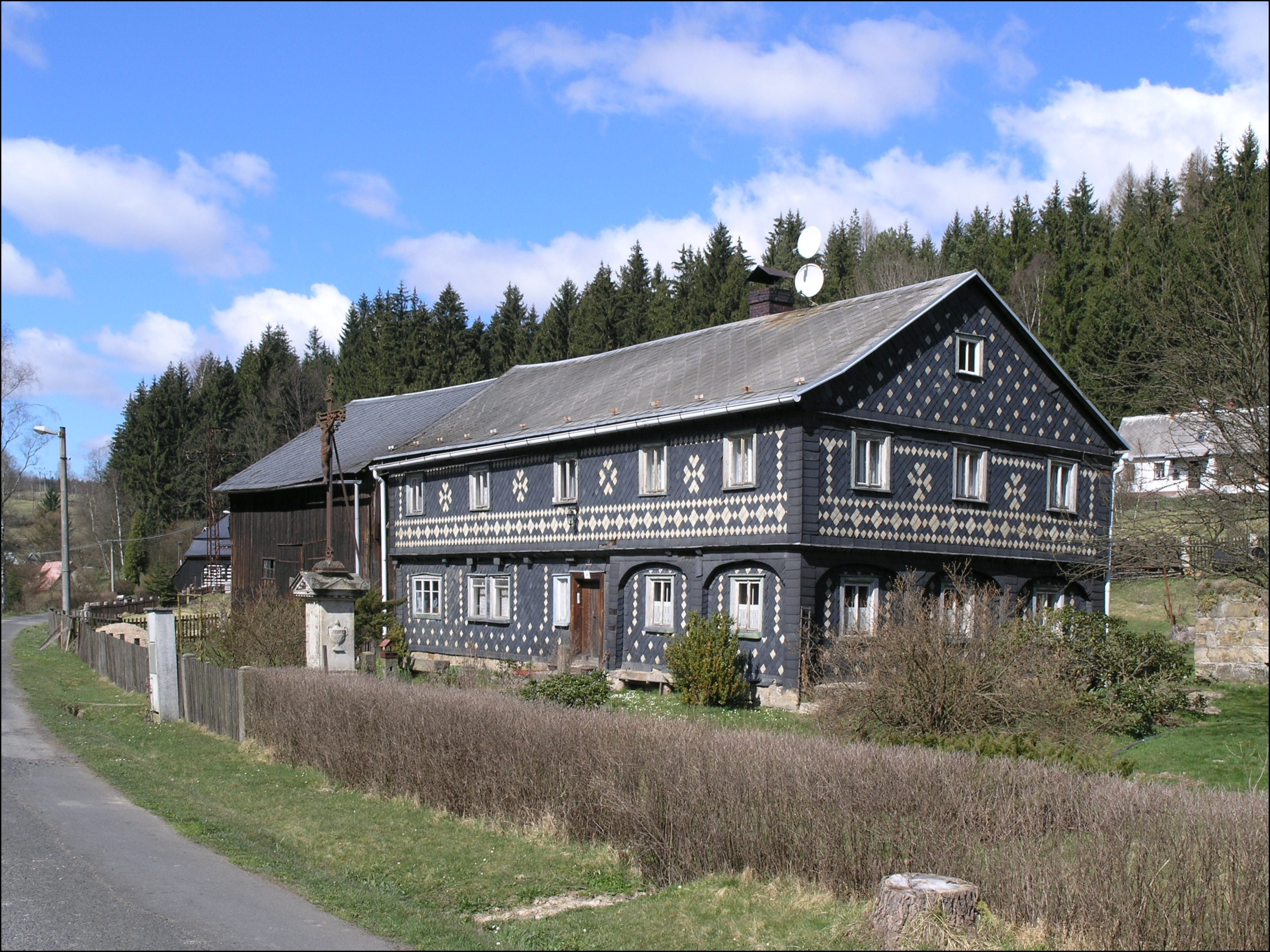